# رافينيا (لاعب كرة قدم مواليد أبريل 1988)
رافينيا هو لاعب كرة قدم برازيلي في مركز الدفاع، ولد في 1 أبريل 1987 في Campo Mourão ‏ في البرازيل. لعب مع Foz do Iguaçu Futebol Clube ‏.

## وصلات خارجية
- رافينيا (لاعب كرة قدم مواليد 1987) على موقع قاعدة بيانات كرة القدم.إي يو (الإنجليزية)
- رافينيا (لاعب كرة قدم مواليد 1987) على موقع Soccerway.com (الإنجليزية)